# ハニーポット・スピン
ハニーポット・スピン（英: Hunny pot spin、中: 旋转疯蜜罐）は上海ディズニーランド（上海ディズニーリゾート）にあるディズニー映画『くまのプーさん』をテーマとしたアトラクションである。

## 施設概要
| ハニーポット・スピン | ハニーポット・スピン | ハニーポット・スピン                                | ハニーポット・スピン                                |
| -------------------- | -------------------- | --------------------------------------------------- | --------------------------------------------------- |
| オープン日           | オープン日           | 2016年6月16日(上海ディズニーランドと同時にオープン) | 2016年6月16日(上海ディズニーランドと同時にオープン) |
| スポンサー           | スポンサー           | なし                                                | なし                                                |
| 利用制限             |                      | 不明                                                | 不明                                                |
| シングルライダー     | シングルライダー     |                                                     | 対象外                                              |

上海ディズニーリゾートと同時にオープンし、「ファンタジーランド」内にある。
東京ディズニーランド（東京ディズニーリゾート）では「プーさんのハニーハント」やディズニーランド（ディズニーランド・リゾート）、香港ディズニーランド（香港ディズニーランド・リゾート）などの「プーさんの冒険」に登場するハニーポットに乗って、真ん中のハンドルを手動で回すと高速に回転するティーカップ型のアトラクションである。
他のディズニーパークでは「マッド・ティーパーティー」（東京では「アリスのティーパーティー」）として運営している。

## 設計
上海ディズニーランドでは、くまのプーさんのテーマとしたアトラクションとしてアメリカのウォルト・ディズニー・アトラクションズ（ディズニー・パークス・エクスペリエンス・プロダクツ）によって設計された。
ライド（ハニーポット）数は18個ある。周りには蜂の巣の形をした約20個の提灯といくつかの拡大した蜂蜜の滴がある。